# Watts Point
Watts Point är en udde i Kanada.   Den ligger i Squamish-Lillooet Regional District och provinsen British Columbia, i den sydvästra delen av landet, 3 500 km väster om huvudstaden Ottawa.
Terrängen inåt land är bergig åt sydväst, men åt nordost är den kuperad. Havet är nära Watts Point söderut. Närmaste större samhälle är Squamish, 7,6 km nordost om Watts Point.
I omgivningarna runt Watts Point växer i huvudsak barrskog. Trakten runt Watts Point är nära nog obefolkad, med mindre än två invånare per kvadratkilometer.